# 温斯顿·加兰
温斯顿·金纳德·加兰（英語：Winston Kinnard Garland，1964年12月19日—），美国NBA联盟前职业篮球运动员。他在1987年的NBA选秀中第2轮第17顺位被密尔沃基雄鹿选中。